# Großstadtmelodie
Großstadtmelodie ist ein deutscher Spielfilm aus dem Jahre 1943 mit Hilde Krahl, Werner Hinz und Karl John in den Hauptrollen. Wolfgang Liebeneiners Inszenierung ist von historischer Bedeutung, da sie als letzter Film gilt, der authentische Aufnahmen vom bis dahin unzerstörten Berlin zeigt.

## Handlung
Renate Heiberg lebt im verschlafenen Wasserburg am Inn und will unbedingt als Fotografin groß herauskommen. Als eines Tages ein italienischer Pilot mit seinem Flugzeug eine Notlandung vornehmen muss, sieht sie ihre Stunde gekommen. Renate macht mehrere Fotos, die sich als ausgezeichnet erweisen. Der Berichterstatter Rolf Bergmann vermittelt ihr den Kontakt zu einer Berliner Zeitung, der sie die Bilder verkauft. Die Fotos erscheinen auf dem Titelblatt und bringen Renate 600 RM ein. Dadurch ermutigt, wagt die junge Frau den Sprung nach Berlin und versucht bei mehreren Redaktionen eine Stelle zu bekommen. Doch sie erfährt eine Abfuhr nach der anderen. Erst die Berolina-Press gibt der Nachwuchsfotografin eine Chance und stellt sie ein. Gleich ihren ersten Auftrag vermasselt Renate; die geforderten Fotos von einem Radrennen treffen durch ein Missverständnis zu spät in der Redaktion ein und entsprechen thematisch nicht den Anforderungen. Renate wird entlassen, trifft aber schließlich auf den Kollegen Klaus Nolte, der sich bereits einen Namen als Pressefotograf gemacht hat. Er unterstützt Renate, wo er nur kann, und hilft ihr obendrein dabei, in Berlin eine Wohnung zu finden.
Nur mühsam setzt sich Renate in ihrem Job durch. Um sich finanziell über Wasser zu halten, muss sie sich mit wenig interessanten Gelegenheitsjobs wie der Fotografie von Tiergarten-Besuchern zufriedengeben. Klaus steht ihr mit Rat und Tat zur Seite und stellt ihr auch Filme für ihre Kamera zur Verfügung. Wider Erwarten hört Renate wieder von der Berolina-Press: Man habe jetzt doch Verwendung für ihre bereits geschossenen Radrennen-Fotos gefunden. Renate Heiberg wird erneut eingestellt und erhält den Auftrag, für eine Artikelserie eine ganze Reihe von Fotos anzufertigen. Als sie auf einer Modenschau Rolf Bergmann wiedertrifft, kommen sich beide langsam näher, und schließlich funkt es. Rolf hat jedoch Zweifel, dass beider Beruf, der sie immer wieder unterwegs sein lässt, wirklich einer ernsthaften Beziehung förderlich ist. Tatsächlich sehen sich beide kaum mehr: So kommt Bergmann einem Auslandsauftrag nach, und Renate fertigt Fotografien für einen ambitionierten Bildband über Berlin an. Als Rolf und Renate sich wiedersehen, kommt es zum Streit und anschließender Trennung. Wenig später heiratet Klaus seine Verlobte, die Revuetänzerin Viola. Renate und Rolf, die auf Klaus‘ Wunsch als Trauzeugen zugegen sind, versöhnen sich bei der Feier und beschließen, als nächste vor den Traualtar zu treten.

## Produktionsnotizen
Die Dreharbeiten zu diesem aufwendig gestalteten Film zogen sich über mehr als acht Monate hin. Begonnen wurde am 2. August 1942 mit den Außenaufnahmen in Wasserburg am Inn sowie Berlin und Umgebung. Die Atelieraufnahmen begannen Anfang Oktober 1942 und endeten Mitte April 1943. Die Uraufführung erfolgte am 4. Oktober 1943 in Berlins Gloria-Palast und im Palladium. Am 6. Juli 1980 lief der Film im ZDF und damit erstmals im deutschen Fernsehen.
Der Herstellungsgruppenleiter der Berlin-Film, Heinrich Jonen, übernahm auch die Produktionsleitung. Die Filmbauten stammen von Karl Weber und Hermann Asmus, für den Ton sorgte Walter Rühland. Peter Mosbacher gab in Großstadtmelodie sein Debüt vor der Kamera, für Heinrich Schroth, der hier nur eine ganz kleine Szene hatte, wurde der Film zur Abschiedsvorstellung.
Mit Herstellungskosten in Höhe von 2.645.000 RM war Großstadtmelodie ein vergleichsweise teurer Film. Bis Mai 1944 spielte er aber bereits 3.156.000 RM ein und galt damit als Kassenerfolg.
Großstadtmelodie, von der produzierenden Berlin-Film als „eine Liebeserklärung an Berlin“ und als „moderne Romanze aus der Fülle des Berliner Alltags“ beworben, erhielt das Prädikat „Künstlerisch wertvoll“. Im Juni 1945 wurde der Film von den alliierten Militärbehörden für Deutschland verboten.
Vor dem Ende des Films wird der Ausschnitt einer Goebbelsrede gezeigt. Danach ist Wilhelm Furtwängler – sein Name taucht kurz auf einem Plakat auf – in einem längeren Ausschnitt zusehen, wie er in einem mit Hakenkreuz-Bändern geschmückten Saal dirigiert.

## Wissenswertes
Wie Curt Riess’ Erinnerungsband Das gibt‘s nur einmal berichtet, soll sich einer der beiden männlichen Hauptdarsteller, Karl John, während oder kurz nach den Dreharbeiten mit einer offenen Meinungsäußerung reichlich Ärger eingefangen haben. Propagandaminister Joseph Goebbels habe, so heißt es bei Riess, Regisseur Liebeneiner zu sich zitiert und diesen über John ausgefragt. John, so erzählte Goebbels seinem wichtigsten Vertrauten bei der UFA, soll bei einer Teerunde mit einer Schweizerin einen bissigen Witz über Hitler gemacht haben. Obwohl von Goebbels zur Verschwiegenheit angehalten, habe daraufhin Liebeneiner, so Riess, John umgehend über sein Gespräch mit Goebbels informiert, woraufhin dieser mit Hilfe eines mit ihm befreundeten Arztes einen schweren Unfall vorgetäuscht habe. Selbiger Arzt habe daraufhin bei John einen Schädelbasisbruch konstatiert und den Schauspieler nach einigen Wochen im Krankenhaus in ein Sanatorium einweisen lassen, um ihn einer möglichen Verhaftung durch die Gestapo zu entziehen. Ein anderer Teilnehmer dieser Teerunde, so Riess, sei Johns Kollege Robert Dorsay gewesen, der noch im selben Jahr (1943) wegen despektierlicher Äußerungen gegenüber dem NS-System hingerichtet wurde.

## Kritiken
Will Zilius widmete dem Film in Die Bewegung vom Januar 1944 eine ausführliche Besprechung und bemerkte, der große monumentale Film sei „heute meist historisierend“. Zilius lobte Großstadtmelodie als Gegenwartsfilm und bezeichnete den Dialog, „das Schmerzenskind des deutschen Films“, als „überzeugend und natürlich“. „Von seinem Wesen her sensationslos“ gewinne der Film seine „Überzeugungskraft aus dem Anekdotischen und aus vielen einzelnen, manchmal sogar lyrischen Stellen.“ Einzig das späte Zusammenfinden der beiden Protagonisten geschehe „ohne die innere Dynamik, die nötig ist, um unsere ganze Teilnahme zu erhalten. Hier wirkt sich der Mut zur epischen Breite hemmend auf die dramatische Konzentration aus.“
Werner Fiedler von der Deutschen Allgemeinen Zeitung schrieb: „Der Filmheld Berlin ist ein gefährlicher Partner; er spielt leicht alle anderen an die Wand. […] Nur einem Mann mit besonderem Takt und einem ausgeprägten Sinn für Rhythmus und Bildmusik, wie Wolfgang Liebeneiner, konnte es gelingen, die Großstadtmelodie zu einer symphonischen Einheit zusammenzuzwingen.“ Auf die Melodie im Filmtitel ging auch Lydia Reimer-Ballnet von der NS-Frauen-Warte ein. Es sei „die Melodie der Berlin-Besessenen, die zu allen Zeiten von überallher zur Reichsmitte streben, weil sie Kräfte in sich ahnen und sich hocharbeiten wollen.“ Ihre Zähigkeit werde „nicht durch Wunder, sondern durch ehrlichen Fleiß belohnt“. Reimer-Ballnet lobte die Hauptdarstellerin: „Unter Verzicht auf jede schöne Pose gibt Hilde Krahl diesem jungen Mädchen alle Züge echter, ungeschminkter Impulsivität, die jeden Ausbruch von Freude und Schmerz so glaubhaft erscheinen läßt.“
Die Filmwissenschaftlerin Irina Scheidgen beleuchtete die Geschlechterfrage: „Wurde bis dahin in aller Regel die Stadt anhand von Geschichten männlicher Protagonisten gezeigt, so ist es in Großstadtmelodie allen traditionellen Geschlechterpolaritäten zum Trotz eine Frau, mit deren Augen bzw. Photokamera der Zuschauer die Großstadt Berlin kennenlernt. Diese vom Werbeplakat zum Film ausdrücklich unterstrichene Verknüpfung legt die Frage nahe, ob es sich mit der Großstadtmelodie nicht nur um einen ungewöhnlichen modernen Stadtfilm, sondern auch um das Paradox eines dezidiert nationalsozialistischen Emanzipationsfilm handeln könnte.“
Bogusław Drewniak bescheinigte dem Film auch einen dokumentarischen Wert, denn „es war nicht leicht, Berlin bis zum Jahre 1939 lebendig zu machen, da der Krieg einen unretuschierbaren Stempel aufgedrückt hatte. Der Film bot Aufnahmen von der Reichshauptstadt, die einige Wochen später nicht mehr möglich gewesen wären.“ Laut Hanno Möbius produzierten Filme wie Großstadtmelodie „ein falsches Bewusstsein. Sie zeigen heile Städte, während die realen bereits weitgehend zerstört waren.“